# Allegra Byron
Pour les articles homonymes, voir Byron.
 (décembre 2016).
Clara Allegra Byron, née le 12 janvier 1817 à Bath en Angleterre et morte à Bagnacavallo le 20 avril 1822, d'abord prénommée Alba, c'est-à-dire « aube » ou « blanche » par sa mère, est la fille illégitime du poète Byron et de Claire Clairmont, la fille de la belle-mère de Mary Shelley.
Elle vit ses premiers mois auprès de sa mère, de Mary Shelley et de Percy Bysshe Shelley, mais est remise aux soins de son père à l'âge de quinze mois. Elle vivra l'essentiel de sa courte vie dans les limites d'un cadre choisi par Byron ou dans un couvent catholique du nord de l'Italie, à Bagnacavallo où elle meurt, à l'âge de cinq ans du typhus ou de la malaria. Elle ne recevait que de rares visites de son père qui ne lui portait qu'un faible intérêt paternel.
En 1980, La Byron Society a posé une plaque commémorative pour Allegra à Harrow, sur laquelle sont inscrits ces mots extraits d'une lettre écrite par Byron à Shelley après sa mort : « Je pense que le Temps fera son travail habituel… la Mort a fait le sien » (« I suppose that Time will do his usual work… - Death has done his »).